# Tringa guttifer
El archibebe moteado (Tringa guttifer) es una especie de ave limícola de la familia Scolopacidae.
La especie es originaria del este de Rusia y alcanza lugares tan distantes como el sur de China o Bangladés.
Se encuentra amenazada por la pérdida de su hábitat, en las zonas costeras, especialmente los humedales, producto de la industrialización y el desarrollo de proyectos de infraestructura. Por este motivo, se han introducido medidas para la conservación de la especie. En Rusia, se crearon áreas protegidas en la isla de Sajalín, entre otros lugares. En China, se prohibió la caza en las rutas de migración, situadas sobre el delta del río Amarillo.

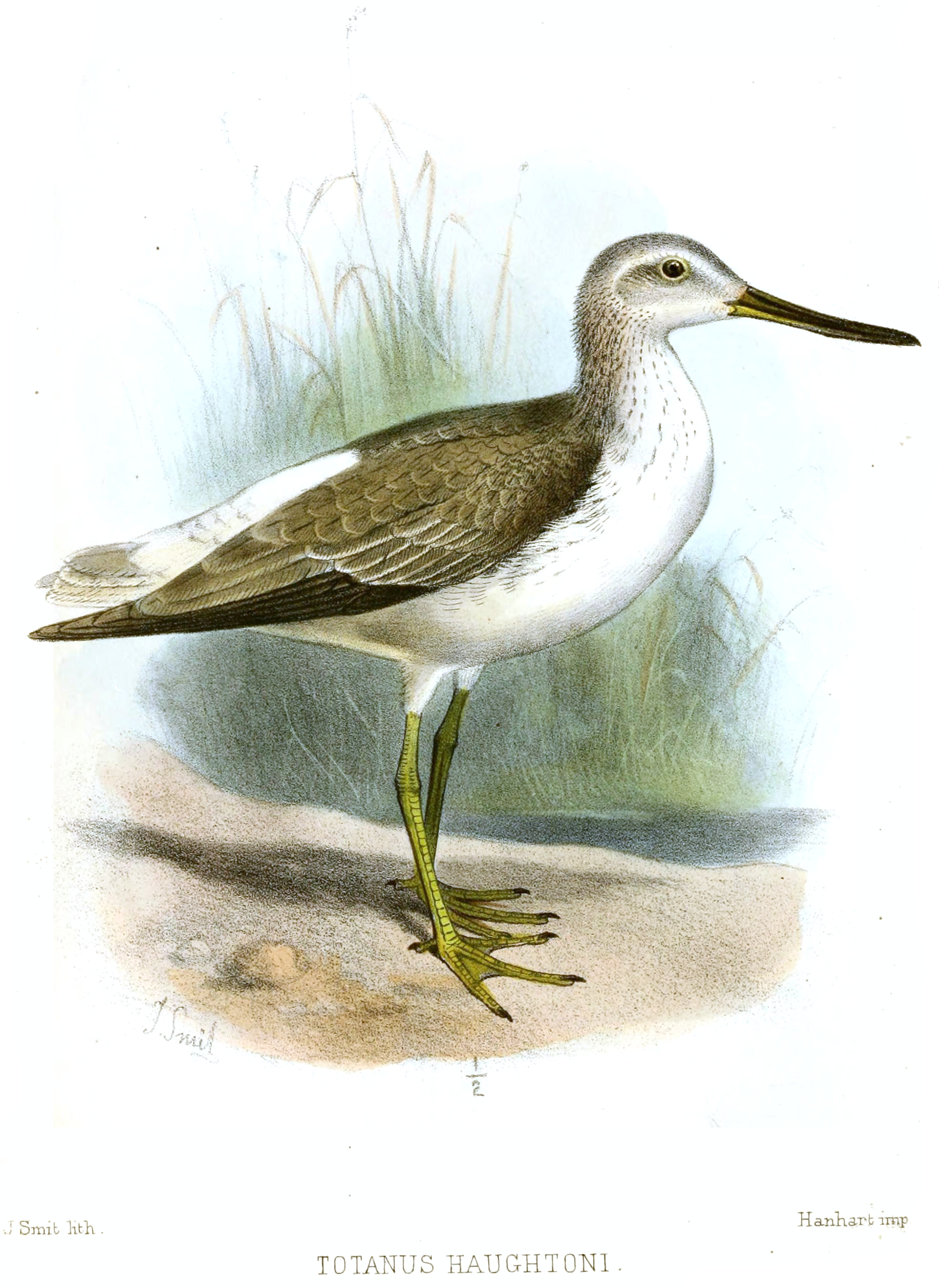
Lámina del año 1883 representando un ejemplar de Tringa guttifer.